# Erich Kühn
Erich Kühn (ur. 27 lutego 1903 w Gorzowie Wielkopolskim, zm. 3 grudnia 1965 w Berlinie) – ofiara śmiertelna Muru Berlińskiego zastrzelona przez żołnierzy wojsk granicznych NRD podczas próby ucieczki do Berlina Zachodniego.

## Życiorys
Kühn przybył do Berlina w wieku 9 lat. Nie posiadając żadnego wykształcenia zawodowego imał się rozmaitych prac na stanowisku pomocnika. Do 1942 r. wielokrotnie popadał w konflikt z prawem z powodu m.in. kradzieży oraz fałszerstwa dokumentów, za które odbywał karę pozbawienia wolności. W okresie powojennym uwikłał się w kolejny konflikt z powodu działalności na czarnym rynku. W 1953 r. skazany został na karę 6 lat więzienia w związku z gwałtem na 13-letniej dziewczynce, która wskutek tegoż zaszła w ciążę i urodziła córkę. Po zakończeniu odsiadki w 1960 r. rozszedł się ze swoją drugą żoną i zawarł nowy związek małżeński, który rozpadł się cztery lata później. Pracując zawodowo w dalszym ciągu jako niewykwalifikowany pomocnik, do momentu budowy muru poruszał się także pomiędzy sektorami miasta. Krótko przed próbą ucieczki podjął leczenie w podlegającym jednemu z miejskich szpitali ośrodku dla nerwowo chorych. Ze znalezionych w jego mieszkaniu dokumentów wywnioskowano, iż był zadłużony oraz został zwolniony z ostatniego miejsca pracy.

## Ucieczka
26 listopada 1965 r. udał się do leżącej w dzielnicy Treptow ulicy Kiefholzstraße, zamierzając przedostać się przez odcinek wyłączonego z eksploatacji torowiska kolejki S-Bahn pomiędzy stacjami Treptower Park i Sonnenallee do Berlina Zachodniego. Przedzierając się przez nasyp w kierunku zachodniej części miasta spowodował szmer, przez który zwrócił na siebie uwagę dwóch pełniących tam służbę żołnierzy wojsk granicznych. Jako że ci z powodu ciemności nie mogli dostrzec uciekającego, po połączeniu się z przełożonym otrzymali rozkaz użycia broni, ostrzeliwując zaraz potem z karabinków typu AK-47 pobliskie zarośla i trafiając ostatecznie uciekiniera w brzuch. Ciężko ranny Kühn zabrany został do szpitala Krankenhaus der Volkspolizei, gdzie zmarł po 8 dniach z powodu zapalenia otrzewnej.
Strzelający żołnierz, dowódca patrolu oraz ich przełożony skazani zostali w 1995 r. przez sąd okręgowy w Berlinie na kary jednego roku pozbawienia wolności w zawieszeniu.